# Viktor Sanejev
Viktor Danilovič Sanejev (ruski Виктор Данилович Санеев) (3. listopada 1945. - 3. siječnja 2022..) je umirovljeni ruski atletičar, trostruki olimpijski pobjednik u troskoku, koji je medalje osvajao pod zastavom SSSR-a.
Sanejev je vladao svojom disciplinom tijekom petnaestak godina kao rijetko koji atletičar u povijesti. U tom je periodu tri puta rušio svjetski rekord, te osvojio tri zlata i jedno srebro na Olimpijskim igrama. Bio je dva puta i europski prvak na otvorenom, te čak 6 puta prvak u dvorani. Ti ga rezultati svrstavaju među najbolje troskokaše ali i najbolje atletičare uopće u povijesti.